# Willi Daume
Willi Daume (ur. 24 maja 1913 w Hückeswagen, zm. 20 maja 1996 w Monachium) – niemiecki przedsiębiorca, sportowiec i działacz sportowy.

## Działalność sportowa
W 1928 roku Willi Daume był świadkiem IX Igrzysk Olimpijskich w Amsterdamie, a cztery lata później X Igrzysk Olimpijskich w Los Angeles. W latach trzydziestych XX wieku należał do niemieckiej kadry narodowej piłki ręcznej na trawie oraz koszykówki. Brał udział w XI Letnich Igrzyskach Olimpijskich w 1936 roku w Berlinie. Złoto zdobyte przez Niemcy w piłce ręcznej na trawie nie przypadło mu jednak w udziale, ponieważ zgodnie z poleceniem władz sportowych musiał wystąpić w nowo wtedy dopuszczonej dyscyplinie koszykówki.
W latach 1949–1955 był prezesem Niemieckiego Związku Piłki Ręcznej. Od 1950 do 1970 roku stał na czele Niemieckiej Federacji Sportowej (przekształconej w 2006 roku w Niemiecką Olimpijską Federację Sportową przez fuzję z Niemieckim Komitetem Olimpijskim). W latach 1961–1992 pełnił funkcję prezesa Niemieckiego Komitetu Olimpijskiego.
W 1956 roku został powołany na członka Międzynarodowego Komitetu Olimpijskiego, między 1972 i 1976 był jego wiceprezesem, po czym przewodniczył Komisji Nominacyjnej MKOl do 1991 roku. Za swoje zasługi został odznaczony przez MKOl złotym Orderem Olimpijskim w 1993 roku.
Jedną z największych jego zasług było sprowadzenie XX Letnich Igrzysk Olimpijskich do Monachium w 1972 roku oraz ich organizacja. W związku z igrzyskami udostępniono mu w 1968 roku Willę Waldberta w Feldafing nad Starnberger See, w której mieszkał wraz z żoną Rose oraz dziećmi Kayem i Doreen do 1973 roku. Na czas trwania igrzysk (26 sierpnia–11 września 1972) Daume udostępnił willę ówczesnemu kanclerzowi Niemiec Willy Brandtowi.

## Wyróżnienia
- 1959 – Order Zasługi Republiki Federalnej Niemiec
- 1966 – Krawat Roku[2]
- 1973 – Wielki Order Zasługi Republiki Federalnej Niemiec z Gwiazdą
- 1973 – Bawarski Order Zasługi
- 1975 – Honorowa Nagroda Kultury Miasta Monachium[3]
- 1986 – Wielki Order Zasługi Republiki Federalnej Niemiec z Gwiazdą i Wstęgą
- 1988 – Złoty Pierścień Honorowy Miasta Monachium[4]
- 1993 – Order Olimpijski
- 1993 – Order Berliński Zasługi[5]

Imieniem Willi Daumego nazwano w Niemczech kilka obiektów sportowych, jak również plac w Monachium.